# Haroon Ismail
Haroon Ismail, né le 27 février 1955 à Salisbury, est un ancien joueur de tennis professionnel zimbabwéen.

## Carrière
Il a atteint une seule finale d'un tournoi ATP en simple au tournoi d'Hilversum en 1980 qu'il perd contre Balázs Taróczy.
Il a remporté deux tournois Challenger en simple : à Benin City en 1981 et à Nairobi en 1982.
Il a joué avec l'équipe du Zimbabwe de Coupe Davis entre 1983 et 1988 dans le groupe Afrique.
Pendant sa carrière il était expatrié à Chattanooga dans le Tennessee aux États-Unis.

## Palmarès

### Finale en simple messieurs
| No | Date       | Nom et lieu du tournoi                    | Catégorie | Dotation | Surface      | Vainqueur      | Score         |  |
| -- | ---------- | ----------------------------------------- | --------- | -------- | ------------ | -------------- | ------------- |  |
| 1  | 21-07-1980 | Tournoi de tennis des Pays-Bas, Hilversum |           | 75 000 $ | Terre (ext.) | Balázs Taróczy | 6-3, 6-2, 6-1 |  |